# Rosa Riedl Schutzgespenst
Rosa Riedl Schutzgespenst ist ein phantastischer Kinderroman von Christine Nöstlinger. Er erschien 1979 und wurde mit dem Österreichischen Jugendbuchpreis sowie der Ehrenliste zum Kinder- und Jugendbuchpreis der Stadt Wien ausgezeichnet.

## Inhalt

### Handlung
Nasti ist ein ängstliches elfjähriges Mädchen. Tina, Nastis beste Freundin, versteht nicht, warum Nasti sich fortwährend ängstigt und so streiten die beiden Mädchen regelmäßig. Nasti beneidet Tina um ihre Religiosität und dem damit verbundenen Glauben an einen persönlichen Schutzengel. Nastis Eltern sind jedoch Atheisten und glauben weder an Gott und somit auch nicht an Schutzengel. Sie erklären Nasti, warum das Konzept eines Schutzengels nicht funktionieren kann. Nastis Nachbarin Frau Berger erzählt ihr einiges über Schutzengel und erklärt Nasti dabei, dass man, wenn man an Schutzengel glaubt, auch gleich an alles andere glauben müsse. Und da Nasti ja nicht religiös sei, könne sie keinen Schutzengel haben. Nasti hält aber an ihrem Traum, einen Schutzengel zu haben, fest.
Als Tina Nasti eines Tages nach einem Streit schlagen möchte, kann sie ihre Hand nicht bewegen und man sieht Druckstellen am Handgelenk. Während Tina vollkommen verwirrt ist, freut sich Nasti darüber, dass sie scheinbar doch einen Schutzengel erhalten hat. Durch den Gedanken daran, dass sie endlich einen Schutzengel hat, fangen Nastis Ängste an langsam zu verschwinden. Als Nasti eines Abends wieder allein zuhause ist, entscheidet sie, sich nicht wie üblich ängstlich im Bett zu verkriechen. Nasti will zum ersten Mal aufbleiben und Fernschauen. Im Fernsehen streiten sich zwei Menschen so sehr, dass Nasti vor Angst zu schlottern beginnt. In dem Moment taucht ein Gespenst in Form einer alten Dame, namens Rosa, auf. Nasti kann sie anfänglich nicht sehen, nur hören, bis sich Rosa leiblich macht. Es stellt sich heraus, dass das Gespenst Rosa Riedl heißt und zu Lebzeiten im Haus gegenüber gewohnt hat, genau in dem Haus, wo auch Tina wohnt. Rosa hilft Nasti über ihre Angst hinweg, bis ihre Eltern wieder zu Hause sind, und strickt an Nastis Pullunder weiter.
Nasti verbringt immer mehr Zeit mit Rosa, sodass ihre Freundschaft mit Tina darunter zu leiden beginnt. Sie trifft sich regelmäßig mit Rosa am Dachboden des Hauses, da sie dort ungestört sind. Eines Tages kommt Nastis Mutter zum Dachboden hinauf und zweifelt, nachdem sie Rosa gesehen hat, an ihrer geistigen Gesundheit. Als Nastis Vater eines morgens in der Küche über den Mistkübel stolpert und er deswegen Nasti ausschimpfen will, entscheidet Rosa, sich auch ihm zu zeigen. Nastis Eltern nehmen Rosa nach anfänglicher Skepsis freundlich in die Familie auf.
In der Schule traut sich Nasti endlich die Ungerechtigkeiten ihres Englischlehrers anzusprechen, erhält aber nur wenig Rückhalt von ihrer Klasse. Als die Verwandten von Nasti zu Besuch kommen, muss Rosa die Wohnung verlassen, da sie Onkel Egon unsichtbar piesackt. Sie macht es sich im Innenhof in einer Kiste gemütlich, doch in dem Moment, da Nasti sie wiederholen will, ist die Kiste weg. Voller Verzweiflung erzählt Nasti Tina alles über Rosa und ihr Verschwinden. Tina erinnert sich glücklicherweise, an wen die Kiste verkauft worden ist. Nasti sucht den Herren Filzmeier, an den die Kiste verkauft wurde, im Telefonbuch heraus und terrorisiert ihn die ganze Nacht, bis er die Kiste öffnet. Doch Rosa kommt nicht zurück.
Am nächsten Morgen fährt Nasti mit ihrem Vater zum Anwesen von Herrn Filzmeier und die beiden geben sich als Fotografen eines Museums aus. Sie werden jedoch nach kurzer Zeit des Hauses verwiesen, da ihnen Herr Filzmeier die Geschichte nicht glaubt. Traurig verbringt Nasti die nächsten Wochen, bis sie Rosa eines Tages in der Schule wieder trifft. Rosa erklärt ihr, dass sie sich an das Kind des Filzmeiers gehängt hat, an den die Truhe verkauft worden ist und so in die Schule gelangt ist. Da Nasti einen Tag vor Sorge krank war und nicht in die Schule kam, hat Rosa sie umsonst gesucht. Die nächsten Tage ist es wegen der vollen Schulgänge schwierig gewesen, zu Nasti zu kommen und dann habe Rosa angefangen, Leuten zu helfen. Rosa Riedl ist nun nicht mehr nur Nastis Schutzgespenst, sie wird zum Schul-Schutzgespenst und hilft von da an jedem, der Hilfe braucht. Nasti ist anfänglich über diese Wendung nicht so erfreut, aber zu guter Letzt findet sie sich damit ab.

### Personen

#### Nasti (Anastasia)
Nasti, mit vollem Namen Anastasia Sommer, ist die Protagonistin des Kinderbuches. Sie ist elf Jahre alt und hat Angst vor allem. Vor Abflussrohren, vor dem allein zu Hause zu sein, vor Hunden und vor dem Keller. Als sie eines Abends wieder alleine zu Hause ist und sich ängstigt, taucht Rosa Riedl auf. Im Laufe der Zeit hilft Rosa Nasti, ihre Ängste zu überwinden.

#### Rosa
Rosa Riedl ist eine dicke, ältere Dame mit schwarzem Haar und Plattfüßen. Die Geschichte der Rosa Riedl beginnt im Jahr 1938, in welcher der Nationalsozialismus in Österreich bereits manifestiert ist und Rosa Riedl den Hass gegen die Juden nicht verstehen kann. Herr Fischl ist der einzige Jude, den Rosa kennt und mit ihm ist sie gut befreundet. Als er eines Tages von Nazis schikaniert wird, läuft Rosa vor lauter Wut, ohne zu schauen über die Straße, wird von der Straßenbahn erfasst und stirbt. Mit ihrem Willen noch nicht fertig mit der Welt zu sein, wacht sie kurze Zeit später als Gespenst auf und lebt seitdem als dickes, etwas schwerfälliges Schutzgespenst am Dachboden vom 44er Haus in der Geyergasse.

#### Tina
Tina ist Nastis beste Freundin und wohnt im Haus gegenüber von Nasti. Die beiden treffen sich regelmäßig im Innenhof von Tina zum Spielen, da Nastis Hof nicht so schön ist und Tina zu dick ist, um durch den Zaun zu passen. Tina ist stark und laut und versteht Nastis Ängste nicht.

#### Nastis Eltern
Nastis Vater Albert ist Beamter im Ministerium und kommt regelmäßig zu spät. Er wird von Nastis Mama meistens Berti genannt, außer wenn sie sauer auf ihn ist, dann nennt sie ihn bei vollem Namen.

## Form
Der Roman ist im Perfekt verfasst. Das Buch ist in 18 Kapitel mit Unterschriften eingeteilt. In einem Satz wird in der Unterschrift die Handlung des jeweiligen Kapitels grob umrissen. „4. Kapitel, in dem sich die Rosa Riedl zum ersten Mal seit langer Zeit wieder bemerkbar macht; was aber von Nasti falsch gedeutet wird.“
Da das Buch im Wienerischen geschrieben ist, befindet sich am Ende des Buches ein Wiener Glossar, wie es für Christine Nöstlingers Bücher üblich ist. In diesem werden einige typische Begriffe wie zum Beispiel Buchteln, keppeln und Trafik erklärt.

## Stellung in der Literaturgeschichte

### Einordnung in das Werk des Autors
Rosa Riedl Schutzgespenst wird von Ernst Seibert gemeinsam mit Die Feuerrote Frederike, Wir pfeifen auf den Gurkenkönig und Konrad oder das Kind aus der Konservenbüchse als Nöstlingers Auseinandersetzung mit der phantastischen Erzählung eingeordnet. Diese hat ihren Höhepunkt mit dem wenig bekannten Hugo, das Kind in den besten Jahren. Das phantastische Element des Schutzgespenstes bringt eine magische Komponente in die Welt, ohne es dadurch zu einem Märchen zu machen.
Geschickt gelingt es Nöstlinger in dem Kinderbuch kritische Themen wie Krieg, Nationalismus, Angst und Probleme in der Schule anzusprechen. Dabei lässt sie Erzählungen und geschichtliche Fakten subtil in die Gespräche zwischen Rosa und Nasti einfließen. Das zentrale Thema der Angst wird intensiv behandelt. Die Ängste Nastis werden hierbei nicht negativ konnotiert, wodurch Nöstlinger vermeidet, dass man Nasti als eine arme leidende Persönlichkeit ansieht. Durch Rosa lernt Nasti, wie richtiger freundschaftlicher Umgang aussehen kann.

#### Religionskritik
Nöstlinger übt in ihrer Kinderliteratur immer wieder Religionskritik. Sie kritisiert die Teile problematischer Religionsausübung und stellt Gott generell in Frage. Dabei wird diese Religionskritik in ihren Werken unterschiedlich behandelt. In Rosa Riedl Schutzgespenst wird unter anderem die Schwierigkeit Nastis aufgezeigt, mit ihren Eltern über religiöse Dinge wie z. B. Schutzengel zu sprechen, da ihre Familie atheistisch ist. Frau Berger erklärt Nasti, dass der Glaube an Schutzengel auch den Glauben an alles andere inkludiert und sie ein braver gläubiger Mensch sein müsse, um einen Schutzengel zu erhalten. Nöstlinger hat in Interviews oft betont, dass man sich nicht einen einzelnen Aspekt der Religion herauspicken könne und gleichzeitig alle anderen ignoriert. Des Weiteren wird durch Nastis Eltern das Theodizee-Problem angesprochen. Die Eltern fragen Nasti, wie denn das mit den Schutzengeln von Kindern sei, die bereits im Kindesalter verstorben seien? Nasti gibt ihren Eltern zwar recht, kann aber den Gedanken an einen eigenen Schutzengel nicht vergessen. Nöstlinger gelingt es mit wenigen Worten verschiedene Strömungen der säkularen, postmodernen Gesellschaft aufeinandertreffen zu lassen. Kathrin Wexberg bezeichnet dies als eine Einzigartigkeit in der Kinderliteratur. Als Nasti später in Rosa Riedl ihr Bedürfnis nach einem Schutzengel erfüllt sieht, nimmt sie die Tatsache, dass Rosa kein Engel, sondern vielmehr ein Gespenst ist, ganz pragmatisch hin. Rosa Riedl ist in kinderliterarischer Tradition dem Typus des phantastischen Freundes zuzuordnen. Im Vergleich zu den meisten anderen phantastischen Freunden, bleibt Rosa jedoch auch nach Bewältigung der Krise (also Nastis Ängste) weiter in Nastis nähe und greift zusätzlich Lehrern und Schülern unter die Arme.

#### Gesellschaftskritik mit phantastischen Elementen
In vielen ihrer Werke versucht Nöstlinger soziale Phänomene durch Fantasy Elemente aufzuzeigen. Dabei nutzt sie diese phantastischen Elemente, um sozialen Wandel in ihren Geschichten herbeizuführen. Die Vorstellungskraft der Kinder wird als Hilfsmittel benutzt, um Probleme zu lösen. Dabei setzt sie sich vor allem für Kinder und benachteiligte Gruppen ein, welche sie als Opfer von Misshandlung und Vernachlässigung in der Gesellschaft sieht. Rosa Riedl ist das perfekte Beispiel hierfür, da sie als Schutzgespenst in der Schule fungiert und versucht benachteiligte Kinder und hilfesuchende Lehrer zu unterstützen. Hierbei hofft Nöstlinger darauf, beim Leser Veränderung zu bewirken. Gleichsam versucht sie mit ihren Büchern einen Gegenpol zu den Kinderbüchern zu schaffen, die durch ihre strengen Belehrungen falsche Werte vermitteln. Sie versucht die Leser auf gesellschaftlich kritische Verhaltensweisen aufmerksam zu machen, indem sie zum kritischen Denken animiert.
In Rosa Riedl Schutzgespenst gelingt es Nöstlinger die Realität Nastis perfekt mit dem phantastischen Element des Schutzgespenstes zu verknüpfen. Die harte Ablehnung der Idee eines Schutzengels durch ihre Eltern ist repräsentativ für Menschen die Fantasy als eine (teils sogar gefährliche) Ablenkung der Realität sehen. Da Nastis Eltern durch logische Argumente versuchen, den Wunsch nach einem Schutzengel zu zerstören, sprechen sie ihr die Gültigkeit nach einem aus der Fantasie geborenen Freund ab, nach welchem sich Nasti sehnt, um mit ihren Ängsten umgehen zu können. Durch Rosa Riedl verliert Nasti nicht nur langsam ihre Ängste, sondern lernt sich für andere einzusetzen. Die aktivistische Rosa wird für Nasti dann durch ihre Klassenkollegen ersetzt, die sich gemeinsam mit Nasti für die Missstände einzusetzen versuchen. Nasti hat somit durch Rosa gelernt, dass es für die Emanzipation von den Gesellschaftszwängen wichtig ist, sich eine Gruppe zu suchen, um gemeinsam und solidarisch miteinander zu arbeiten und etwas zu verändern.

## Rezeption
Durch die Kombination aus der dialektalen Färbung, dem Sprachwitz, den viel vorkommenden Schimpfwörtern und der Wiener Ausdrücke sind viele kindliche Leser von Nöstlingers Büchern begeistert.

### Wirkungsgeschichte

#### Übersetzungen
- Niederländisch (1981): Rosa, het beschermspook, Aartselaar: AW Bruna & Zoon
- Niederländisch (1981): Rosa, het beschermspook, Aartselaar: AW Bruna & Zoon
- Schwedisch (1982): Rosa Riedl - skyddsspöke: arton kapitel och vad som händer i dem, Malmö: Bergh
- Englisch (1986): Guardian ghost, London: Andersen
- Japanisch (1987): Minna no yūrei Rz̄a, Tōkyō: Iwanami Shoten
- Japanisch (1987): Minna no yûrei Rôza, Tokyo: Iwanami syoten
- Englisch (1988): Guardian ghost, London: Arrow
- Tschechisch (1988): Róza, strážné strašidlo Pro čtenáře od 10 let, Praha Albatros
- Spanisch (1989): El fantasma de la guardia, México: Grupo Editorial Planeta Madrid: Espasa-Calpe
- Spanisch (1989): El fantasma de la guardia, México: Grupo Editorial Planeta Madrid: Espasa-Calpe
- Spanisch (1991): El fantasma de la guardia, México: Grupo Editorial Planeta Madrid: Espasa-Calpe
- Italienisch (1995): Angelo custode cercasi, Modena: Panini ragazzi
- Italienisch (1997): Angelo custode cercasi, Ozzano Emilia (BO): Panini ragazzi
- Chinesisch (2003): Youling dashen luosha Lideer, Beijing: Renmin wenxue chubanshe
- Chinesisch (2003): Youling Ayiluosha Lide'er, Beijing: Renmin wenxue chubanshe
- Schwedisch (2003): Rosa Riedl, skyddsspöke: arton kapitel och vad som händer i dem, Stockholm: Bergh; Enskede: TPB; Lund: Btj
- Chinesisch (2003): You ling da shen luo shaLi de er, Beijing: Ren min wen xue chu ban she
- Chinesisch (2003): You ling da shen Luosha Lideer, Beijing Shi: Ren min wen xue chu ban she
- Chinesisch (2005): Ge lou shang de hu shen gui, Taibei: Xin miao wen hua shi ye you xian gong si
- Koreanisch (2005): Suhoyooryeongi naekero wasseo, Seoul: Pulbit
- Slowenisch (2009): Rozi Rigler, dobri duh, Ljubljana: Družba Piano

#### Verfilmung
Rosa Riedl Schutzgespenst wurde 1994 in der Tschechischen Republik unter dem Titel Róza, strázné strasidlo, verfilmt. Regie in dem 70 Minuten langen Film führte Véra Plívová-Simková. In den Hauptrollen sind zu sehen: Miroslav Donutil, Iva Janzurová und Jirí Ornest. 1994 gewann der Film in Ostrov den ersten Preis in der Kategorie der Filme für Kinder. 1995 erhielt er in Montevideo die Auszeichnung als bester Film für Kinder.

#### Theater und Hörspiel
Das Kinderbuch wurde von Ulla Theißen als Theaterstück adaptiert. Die Musik dazu stammt von Günther Lehr. Das Hörspiel zum Buch wurde 2006 von Random House Audio Editionen herausgegeben.

### Textausgaben
- Christine Nöstlinger: Rosa Riedl Schutzgespenst. 6. Auflage. Jugend und Volk Wien München, Wien 1987, ISBN 3-7141-1267-7.
- Christine Nöstlinger: Rosa Riedl Schutzgespenst. Gulliver von Beltz & Gelberg, 2012, ISBN 978-3-407-62740-7.
- Christine Nöstlinger: Rosa Riedl Schutzgespenst. Fischer-Sauerländer, 2019, ISBN 978-3-7373-5673-2.

### Sekundärliteratur
- Sabine Fuchs: Christine Nöstlinger. Eine Werkmonographie. Dachs-Verlag, Wien 2001, ISBN 3-85191-243-8.
- Sabine Fuchs: ... weil die Kinder nicht ernst genommen werden: zum Werk von Christine Nöstlinger. Ed. Praesens, Wien 2003.
- Ernst Seibert (Hrsg.): libri liberorum. Zeitschrift der Österreichischen Gesellschaft für Kinder- und Jugendliteraturforschung. Sonderheft, Jahrgang 12. Praesens Verlag, 2011.